# ムアントン・ユナイテッドFC
ムアントン・ユナイテッドFC（タイ語: สโมสรฟุตบอลเมืองทอง ยูไนเต็ด, 英語: Muangthong United Football Club）は、タイ中部、ノンタブリー県ムアントンターニーをホームタウンとする、タイプロサッカーリーグに加盟するプロサッカークラブ。愛称はThe Kirins（麒麟）またはTwin Qilins。

## 概要
1989年にウォラウィ・マクディによってNorgjorg Pittayanusorn Football Clubとして設立。その後、2002年にFC Norgjorg Black Pearl、2003年にFC Globlex Norgjorgに改名し、2004年にNorgjorg Pittayanusorn FCに戻ったが、この時期は成功を収めることができなかった。2007年、サヤーム・ギーラー等を発行するタイ最大のスポーツメディア企業、サイアム・スポーツ・シンジケートによって買収され、本拠地をサンダードーム・スタジアムに移転してムアントン・ユナイテッドFCに改名した。
裕福になったクラブは瞬く間に成功を収める。2007年にリージョナルリーグ・ディビジョン2（当時3部）で優勝してディビジョン1（2部）に昇格し、さらにわずか1年でタイ・プレミアリーグ（1部）に昇格。TPL最初のシーズンにティーラテープ・ウィノータイやティーラシン・デーンダーらスター選手を獲得して2009年、2010年と2年連続でリーグ優勝を果たした。
2012年2月にサイアム・セメント・グループがクラブの株式の30%を6億バーツで取得した。この年は後にイングランドでワトフォードFCやフラムFCをプレミアリーグに昇格させるスラヴィシャ・ヨカノヴィッチを監督に招聘してリーグ優勝を果たした。
2016年にはピーラパット・ノーチャヤー、ティーラトン・ブンマタン、アディサク・クライソーン、タナブーン・ケサラット、チャナティップ・ソングラシン、トリスタン・ドー、アディソン・プロムラクといったタイ代表選手の大量獲得やシスコの加入でタイ・リーグ1とタイ・リーグカップを制した。
2021年9月16日、Jリーグの浦和レッズとパートナーシップの覚書を締結した。具体的なアクションプランは両クラブ間で今後協議するとしているが、人材交流、イベント開催、事業開発などについて協力を目指していく。また、Goal.comタイ語版によれば、浦和の戸苅淳フットボール本部長はチャナティップやティーラトンと同じレベルの選手を将来Jリーグに連れて行きたいという意向を示している。

## 歴史
2007年
2007年にディヴィジョン2リーグ（3部）で優勝した。
2008年
2008年にはタイ・ディヴィジョン1リーグ（2部）で優勝した。
2009年
2009年にタイ・プレミアリーグに昇格した。昇格1年目の2009年にタイ・プレミアリーグで初優勝。
2010年
2010年シーズンには、リーグ連覇を達成した。

## タイトル

### 国内タイトル
- タイ・リーグ1：4回
  - 2009, 2010, 2012, 2016
- タイ・ディヴィジョン1リーグ：1回
  - 2008
- タイ・ディヴィジョン2リーグ：1回
  - 2007
- コー・ロイヤルカップ：1回
  - 2010
- タイ・リーグカップ：1回
  - 2016

## 過去の成績
| 年度 | 所属            | 順位 | 試 | 点 | 勝 | 分 | 敗 | 得 | 失 | FAカップ | リーグカップ | コー・ロイヤルカップ | ACL              | AFCカップ |
| ---- | --------------- | ---- | -- | -- | -- | -- | -- | -- | -- | -------- | ------------ | -------------------- | ---------------- | --------- |
| 2007 | ディヴィジョン2 | 1位  | 22 | 50 | 15 | 5  | 2  | 39 | 19 |          |              |                      |                  |           |
| 2008 | ディヴィジョン1 | 1位  | 30 | 65 | 19 | 8  | 3  | 58 | 17 |          |              |                      |                  |           |
| 2009 | プレミア        | 1位  | 30 | 65 | 19 | 8  | 3  | 48 | 20 | 3回戦    |              |                      |                  |           |
| 2010 | プレミア        | 1位  | 30 | 67 | 20 | 7  | 3  | 64 | 19 | 準優勝   | 3回戦        | 優勝                 | プレーオフ決勝   | ベスト4   |
| 2011 | プレミア        | 3位  | 34 | 60 | 17 | 9  | 8  | 54 | 32 | 準優勝   | ベスト8      | 準優勝               | プレーオフ準決勝 | ベスト8   |
| 2012 | プレミア        | 1位  | 34 | 84 | 25 | 9  | 0  | 78 | 31 | ベスト8  | ベスト8      |                      |                  |           |
| 2013 | プレミア        | 2位  | 32 | 71 | 21 | 8  | 3  | 61 | 33 | ベスト4  | 3回戦        | 準優勝               | グループリーグ   |           |
| 2014 | プレミア        | -    | 38 |    |    |    |    |    |    |          |              | 準優勝               | プレーオフ3回戦  |           |

## アジアでの成績
| 年度    | 大会                           | ラウンド         | 国                 | クラブ                       | ホーム | アウェー   | 合計         |
| ------- | ------------------------------ | ---------------- | ------------------ | ---------------------------- | ------ | ---------- | ------------ |
| 2010    | AFCチャンピオンズリーグ        | プレーオフ準決勝 | ベトナムの旗       | ダナン                       |        | 3-0        | 3-0          |
| 2010    | AFCチャンピオンズリーグ        | プレーオフ決勝   | シンガポールの旗   | アームド・フォーシズ         |        | 0-0 (延長) | 0-0 (PK 3-4) |
| 2010    | AFCカップ                      | グループG        | 香港の旗           | 南華                         | 0-1    | 0-0        | 2位          |
| 2010    | AFCカップ                      | グループG        | モルディブの旗     | VBスポーツクラブ             | 3-1    | 3-2        | 2位          |
| 2010    | AFCカップ                      | グループG        | インドネシアの旗   | ペルシワ・ワメナ             | 4-1    | 2-2        | 2位          |
| 2010    | AFCカップ                      | ラウンド16       | カタールの旗       | アル・ラーヤン               |        | 1-1 (延長) | 1-1 (PK 4-2) |
| 2010    | AFCカップ                      | 準々決勝         | シリアの旗         | アル・カラーマ               | 2-0    | 0-1        | 2-1          |
| 2010    | AFCカップ                      | 準決勝           | シリアの旗         | アル・イテハド               | 1-0    | 0-2        | 1-2          |
| 2011    | AFCチャンピオンズリーグ        | プレーオフ準決勝 | インドネシアの旗   | スリウィジャヤ               |        | 2-2 (延長) | 2-2 (PK 6-7) |
| 2011    | AFCカップ                      | グループG        | ベトナムの旗       | ハノイT&T                    | 4-0    | 0-0        | 1位          |
| 2011    | AFCカップ                      | グループG        | シンガポールの旗   | タンピネス・ローバース       | 4-0    | 1-1        | 1位          |
| 2011    | AFCカップ                      | グループG        | モルディブの旗     | ヴィクトリー                 | 1-0    | 4-0        | 1位          |
| 2011    | AFCカップ                      | ラウンド16       | レバノンの旗       | アル・アヘド                 | 4-0    |            | 4-0          |
| 2011    | AFCカップ                      | 準々決勝         | クウェートの旗     | アル・クウェート             | 0-0    | 0-1        | 0-1          |
| 2013    | AFCチャンピオンズリーグ        | グループF        | 大韓民国の旗       | 全北現代モータース           | 2-2    | 0-2        | 4位          |
| 2013    | AFCチャンピオンズリーグ        | グループF        | 日本の旗           | 浦和レッズ                   | 0-1    | 1-4        | 4位          |
| 2013    | AFCチャンピオンズリーグ        | グループF        | 中華人民共和国の旗 | 広州恒大                     | 1-4    | 0-4        | 4位          |
| 2014    | AFCチャンピオンズリーグ        | プレーオフ2回戦  | ベトナムの旗       | ハノイT&T                    | 2-0    |            | 2-0          |
| 2014    | AFCチャンピオンズリーグ        | プレーオフ3回戦  | オーストラリアの旗 | メルボルン・ビクトリー       |        | 1-2        | 1-2          |
| 2017    | メコンクラブチャンピオンシップ | 決勝             | ベトナムの旗       | サンナ・カインホア           | 4-1    | 3-1        | 7-1          |
| 2017    | AFCチャンピオンズリーグ        | グループE        | 日本の旗           | 鹿島アントラーズ             | 2-1    | 1-2        | 2位          |
| 2017    | AFCチャンピオンズリーグ        | グループE        | オーストラリアの旗 | ブリスベン・ロアー           | 3-0    | 0-0        | 2位          |
| 2017    | AFCチャンピオンズリーグ        | グループE        | 大韓民国の旗       | 蔚山現代                     | 1-0    | 0-0        | 2位          |
| 2017    | AFCチャンピオンズリーグ        | ラウンド16       | 日本の旗           | 川崎フロンターレ             | 1-3    | 1-4        | 2-7          |
| 2018    | AFCチャンピオンズリーグ        | プレーオフ2回戦  | マレーシアの旗     | ジョホール・ダルル・タクジム | 5-2    |            | 5-2          |
| 2018    | AFCチャンピオンズリーグ        | プレーオフ3回戦  | 日本の旗           | 柏レイソル                   |        | 0-3        | 0-3          |
| 2024-25 | AFCチャンピオンズリーグ2       | グループH        | マレーシアの旗     | セランゴール                 | 1-1    | 1-2        | 2位          |
| 2024-25 | AFCチャンピオンズリーグ2       | グループH        | 大韓民国の旗       | 全北現代モータース           | 1-0    | 1-4        | 2位          |
| 2024-25 | AFCチャンピオンズリーグ2       | グループH        | フィリピンの旗     | DHセブ                       | 2-2    | 9-2        | 2位          |
| 2024-25 | AFCチャンピオンズリーグ2       | ラウンド16       | シンガポールの旗   | ライオン・シティ・セーラーズ | 2-3    | 0-4        | 2-7          |

## 現所属メンバー
注：選手の国籍表記はFIFAの定めた代表資格ルールに基づく。
| No. | Pos. |              | 選手名                             |
| --- | ---- | ------------ | ---------------------------------- |
| 1   | GK   | オーストリア | アルミン・グレムスル ★             |
| 3   | DF   | タイ王国     | チャチャーイ・センダーウ           |
| 4   | DF   | ブルガリア   | ステファン・ツォンコフ ★           |
| 5   | DF   | ナイジェリア | ネルソン・オルジ ★                 |
| 6   | DF   | フィリピン   | ジョン＝パトリック・シュトラウス ★ |
| 7   | FW   | ブラジル     | ウィリアン・ポッピ                 |
| 8   | MF   | タイ王国     | コラウィット・タサー               |
| 9   | FW   | ウガンダ     | メルヴィン・ロレンゼン ★           |
| 11  | FW   | スウェーデン | エミル・ロバック ★                 |
| 14  | FW   | タイ王国     | ソラウィット・パーントーン         |
| 15  | DF   | タイ王国     | ジャトゥラパット・サッタム         |
| 17  | MF   | タイ王国     | ピヤナット・トードサニット         |

| No. | Pos. |            | 選手名                         |
| --- | ---- | ---------- | ------------------------------ |
| 18  | MF   | ガーナ     | リッチモンド・ダルコ ★         |
| 19  | DF   | タイ王国   | トリスタン・ドー ()            |
| 21  | MF   | タイ王国   | プラチェート・トードサニット   |
| 22  | MF   | タイ王国   | ティラパット・ナンタコワット   |
| 23  | MF   | タイ王国   | シラダナイ・ポスリ             |
| 24  | MF   | モロッコ   | アナス・アハンナク ★           |
| 26  | GK   | タイ王国   | カナポット・カーディー         |
| 27  | DF   | フィリピン | ミカエル・ケンプター ★         |
| 29  | DF   | タイ王国   | ソンウット・クライクルアン     |
| 33  | GK   | タイ王国   | コラコット・ピパットナッダー   |
| 34  | MF   | タイ王国   | カカナ・カムヨック             |
| 37  | FW   | ブラジル   | ジュアン・エンリク・サムピエ ★ |
| 40  | MF   | タイ王国   | カシデート・ウェタヤウォン     |

※星印は外国人選手を示す。
監督
- ランサン・ウィワッチャイチョーク（英語版）

### ローン移籍
out
注：選手の国籍表記はFIFAの定めた代表資格ルールに基づく。
| No. | Pos. |          | 選手名                                              |
| --- | ---- | -------- | --------------------------------------------------- |
| －  | FW   | ブラジル | ディエゴ・ヘイズ ★ (アサンプション・ユナイテッドFC) |
| －  | DF   | タイ王国 | ナッタワット・トーバーンソン (トラートFC)           |

| No. | Pos. |          | 選手名                                  |
| --- | ---- | -------- | --------------------------------------- |
| －  | FW   | タイ王国 | ポラメート・アーウィライ (ジュビロ磐田) |

## 歴代監督
- レネ・デザイェレ 2010年、2013年
- ロビー・ファウラー 2011年-2012年（選手兼任）
- スラヴィシャ・ヨカノヴィッチ 2012年-2013年
- ヴィンフリート・シェーファー 2013年
- 尹晶煥 2019年
- アレシャンドレ・ガマ 2019年-2020年
- マリオ・ジュロヴスキー 2020年-2023年
- ミロシュ・ヨクシッチ 2023年-2024年
- ジーノ・レッティエリ 2024年-2025年
- ランサン・ウィワッチャイチョーク 2025年-

## 歴代所属選手
- カウィン・タンマサッチャーナン 2008年-2017年
- ロビー・ファウラー 2011年-2012年
- ティティパン・プアンチャン 2011年-2016年
- マリオ・ジュロヴスキー 2012年-2015年、2019年
- クレイトン・シウバ 2014年-2017年
- ジェイ・ボスロイド 2014年
- 青山直晃 2015年-2018年
- タナブーン・ケサラット 2016年
- シスコ 2016年-2017年
- ティーラトン・ブンマタン 2016年-2017年
- チャナティップ・ソングラシン 2016年-2017年
- トリスタン・ドー 2016年-2018年
- 李浩 2017年-2019年

## スタジアム

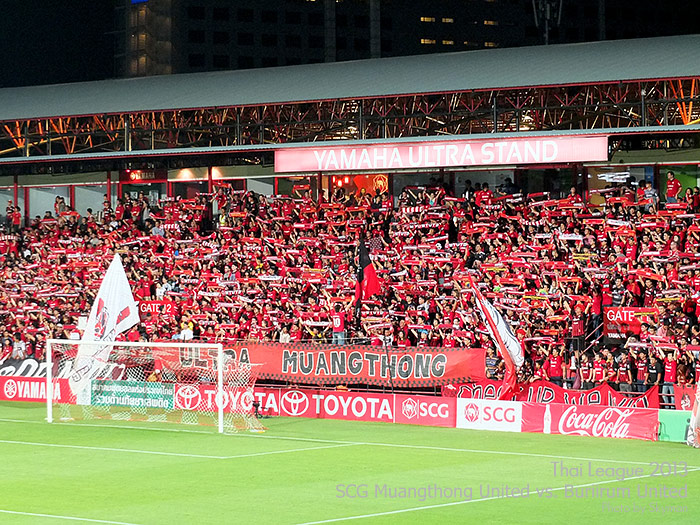
SCGスタジアム

- ホームスタジアムはタイ王国・ノンタブリー県のサンダードーム・スポーツコンプレックス内にある[6] サッカー専用スタジアムである。
- タイ王国初のサッカー専用スタジアムとして建設された。テニスのタイ・オープンが行われるインパクト・アリーナに隣接している。収容人数は13,000人〜15,000人。当初の名前はサンダードーム・スタジアムだったが、2009年に命名権取得によりヤマハスタジアムと名称が変更になった。2012年2月にサイアム・セメント・グループ （SCG） が6億バーツで命名権を取得しSCGスタジアムに名称変更された。この命名権契約は2020-21シーズンで終了している。
- スタジアムはサッカー専用で非常にピッチが近く臨場感抜群。サポーターも非常に多く、コレオグラフィを用いたりスタンド別にコールを回すなどサポーターの応援も洗練されている。

## 提携クラブ
- アトレティコ・マドリード[7]
- PSV
- ジュビロ磐田
- 浦和レッズ